# Tabagismo

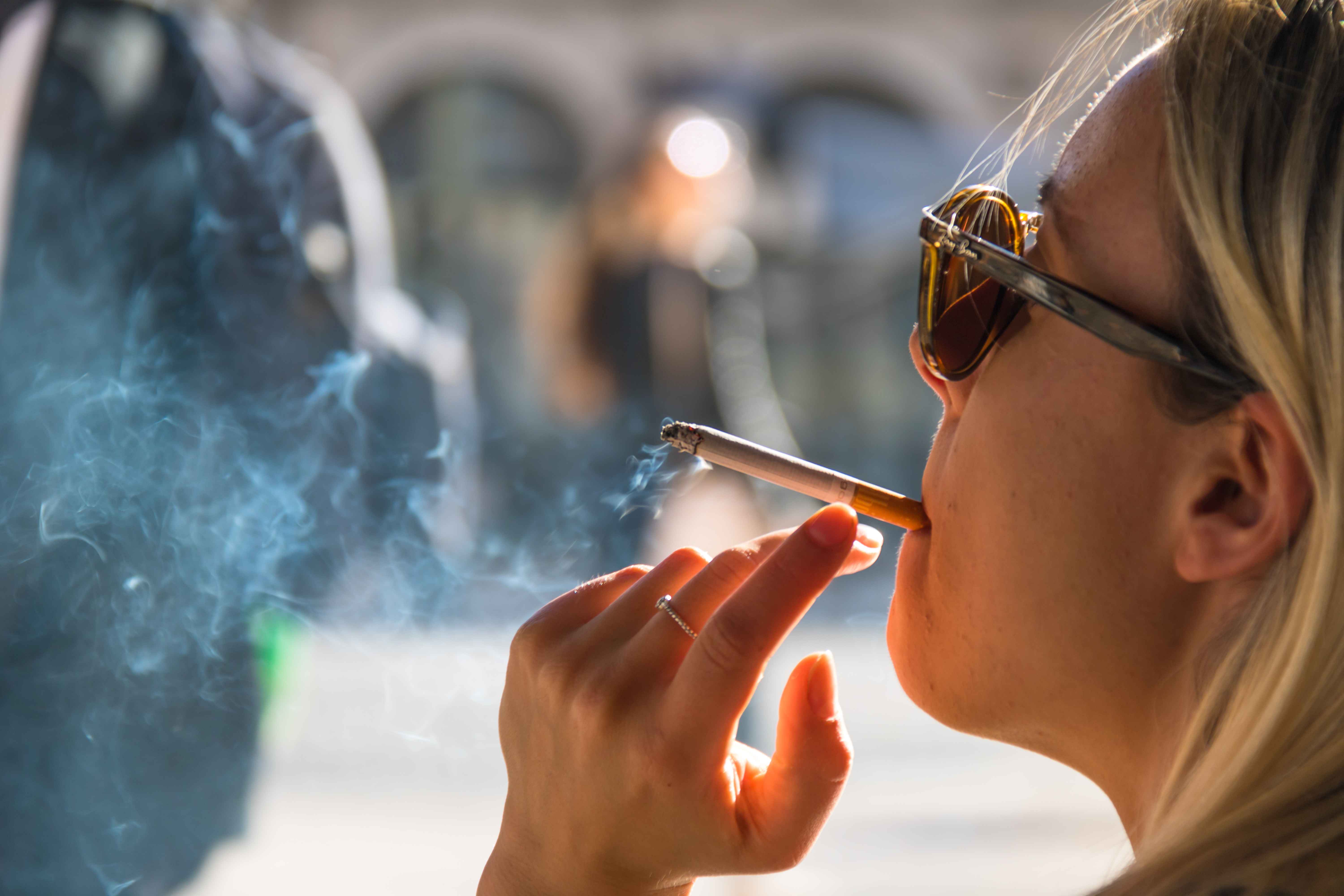
Uma mulher fumando um cigarro.

O tabagismo é uma toxicomania caracterizada pela dependência física e psicológica do consumo de nicotina, substância presente no tabaco.
Segundo o Ministério da Saúde do Brasil, os cigarros contêm cerca de 4720 substâncias tóxicas, sendo uma delas a nicotina, responsável pela dependência.
De acordo com a Organização Pan-Americana da Saúde (OPAS), o tabagismo é o responsável por cerca de 30% das mortes por câncer (cancro, em Portugal), 90% das mortes por câncer de pulmão, 25% das mortes por doença coronariana, 85% das mortes por doença pulmonar obstrutiva crônica e 25% das mortes por derrame cerebral. Ainda de acordo com a OPAS, não existem níveis seguros de consumo do tabaco.
As doenças ocasionadas pelo consumo de tabaco matam 4,9 milhões de pessoas por ano, o que significa cerca de 10 mil mortes por dia, com uma projeção estimada de óbitos em torno de 10 milhões até o ano 2030 – das quais 7 milhões ocorrerão nos países em desenvolvimento e metade dos afetados em idade ativa dos 35-70 anos. As doenças causadas pelo tabaco são responsáveis por perdas econômicas de aproximadamente US$ 200 bilhões de dólares, no mundo.
O teste de Fagerström [de] é utilizado por especialistas, para ajudar a definir a melhor estratégia para quem quer largar o cigarro. Trata-se de um questionário utilizado por médicos a fim de determinar se uma pessoa está seriamente viciada na nicotina.

## Consequências do tabagismo
A relação entre o tabagismo e saúde é conhecida de forma geral pela maioria das pessoas. Sabe-se que "faz mal" mas o vício é de tal forma elevado que leva as pessoas a permanecer a sua atividade nociva com consequências variadas. O tabagismo é responsável por:
- 25 a 30% da totalidade dos cânceres — principalmente câncer do aparelho respiratório superior;
- 75-80% dos casos de DPOC (doença pulmonar crónica obstrutiva) e bronquite crónica;
- 80-90% dos casos de câncer de pulmão;
- 20% da mortalidade por doença coronária.[3]

## Tabagismo no Brasil
No Brasil, estima-se que cerca de 290 mil mortes por ano são decorrentes do tabagismo. A proporção de fumantes no país é de 23,9% da população. Segundo dados da PNAD, em 2008, o Brasil tinha 24,6 milhões de fumantes habituais com idade a partir de 15 anos ou 17,2% da população de pessoas dessa faixa etária, sendo 15,1% fumantes diários.
Cerca de 90% dos fumantes tornam-se dependentes da nicotina entre os 5 e os 19 anos de idade. Há 2,8 milhões de fumantes nessa faixa etária, mas a maior concentração de fumantes está na faixa etária de 20 a 49 anos. A região Sul do país é a que apresenta maior proporção de dependentes - 45% dos fumantes. Em 2008, a região Sul, com 19,3%, tinha o maior percentual de fumantes correntes. No Nordeste, os fumantes dependentes são 31%. Os moradores da zona rural também fumam mais que os das zonas urbanas.
O fumo é responsável por 95% dos casos de câncer de boca; 90% das inflamações de mama; 80% da incidência de câncer no pulmão; por 97% dos casos de câncer da laringe; 50% dos casos de câncer de pele; 45% das mortes por doença coronariana (infarto do miocárdio) e também 25% das mortes por acidente vascular cerebral (derrames cerebrais).
O tabagismo, incluindo o passivo, é o fator de risco mais comum para a DPOC, Doença Pulmonar Obstrutiva Crônica. No Brasil, estima-se que a doença atinja cerca de 6 milhões de pessoas. Somente 12% dos pacientes são diagnosticados e, desses, apenas 18% recebem tratamento. Já no cenário mundial, a estimativa é de que aproximadamente 210 milhões de pessoas tenham DPOC e a previsão é que a doença se torne a terceira principal causa de morte por volta de 2020. Outros fatores que contribuem para o desenvolvimento da doença são a inalação de poeiras e produtos químicos em fábricas ou ambientes profissionais similares, poluição do ar, desenvolvimento pulmonar prejudicado e fatores genéticos.
Segundo uma pesquisa realizada em 20 países, o brasileiro, com 91%, é o que mais se arrepende de ter começado a fumar. Entre os fumantes brasileiros do estudo internacional, 63% apoiam campanhas e leis contra o fumo e 82% relatam que o fumo já lhes causou algum problema de saúde. Segundo os dados da Kantar Health, mesmo com restrições impostas, os fumantes parecem observar com razoável conforto as legislações que visam evitar que não fumantes sejam incomodados pela fumaça de cigarros, charutos e cachimbos. Dentre os respondentes do Reino Unido, França, EUA, China, Brasil e Espanha, a maioria alega não pensar ser difícil restringir o consumo em locais restritos. O Brasil é o maior exportador e quarto maior produtor mundial de tabaco – depois da China, Estados Unidos e Índia.
Deve-se ressaltar que o cultivo do tabaco expõe trabalhadores rurais a uma grande variedade de agrotóxicos aumentando o risco de manifestação de efeitos agudos e crônicos à saúde, como transtornos mentais e câncer. Durante a colheita das folhas de tabaco pode haver absorção dérmica da nicotina presente nas folhas úmidas, podendo ocasionar a denominada Doença da Folha Verde do Tabaco, cujos sintomas são muito semelhantes aos quadros de intoxicação por agrotóxicos e outras doenças.

## Tabagismo em Portugal
Em 2015, um em cada quatro portugueses (25%) é fumador, mais dois pontos percentuais do que em 2012, 12% deixaram de fumar e quase dois terços (63%) nunca fumaram. Na União Europeia (UE), a média de fumadores é de 26%, uma quebra de dois pontos na comparação com o inquérito de 2012.
Em Portugal, fumam mais os homens (34%) do que as mulheres (18%), em linha com a média da UE: 31% e 22%, respetivamente. A maior prevalência é dada no grupo etário 25 a 34 anos (45,6% nos homens e 25,1% nas mulheres) e as mais baixas no grupo etário 65 a 74 anos (10,8% nos homens e 2,5% nas mulheres).

## Tabagismo na França
O tabagismo na França foi restringido inicialmente no transporte pública pela Lei Veil, de 1976. Restrições adicionais foram estabelecidas pela Lei Évin [en] de 1991, que inclui diversas medidas contra o consumo de álcool e tabaco. Uma regulamentação sobre o tabagismo mais rigorosa entrou em vigor em fevereiro de 2007. Fumar em locais públicos fechados, como escritórios, escolas, prédios do governo e restaurantes, é estritamente proibido e as pessoas que cometem infrações podem ser multadas.
Em novembro de 2023, como parte de uma estratégia antitabagista ampla, a França determinou a proibição de fumar em determinados espaços públicos, como nas proximidades de escolas e em praias.